# Maly Tjuters
Maly Tjuters oder Klein Tütters (russisch Малый Тютерс, finn.: Säyvö oder Pien-Tytärsaari, estnisch: Väike Tütarsaar; schwed.: Lilla Tyterskär) ist eine rund 1,6 km² große russische Insel im Finnischen Meerbusen in der Ostsee. Sie gehört zur Oblast Leningrad.

## Lage
Die unbewohnte Insel liegt rund 15 km südwestlich der Insel Bolschoi Tjuters (Большой Тютерс) und 30 km südlich der Insel Gogland (Гогланд). Sie ist (sieht man von der kleinen Insel Rodscher (Родшер) und den beiden Virginy-Inseln (Острова Виргины) ab) die westlichste der unter russischer Hoheit stehenden Inseln im Finnischen Meerbusen. Auf der Insel stehen zwei Leuchttürme.

## Geschichte
Die Insel wurde 1940/1944/1947 mit anderen Inseln im Finnischen Meerbusen von Finnland an die Sowjetunion abgetreten.